# تل الحديقة
تل الحديقة منطقة أثرية يعود تاريخها إلى ماقبل الميلاد، تقع المنطقة في تيماء شمال المملكة العربية السعودية.

## وصف الموقع
يقع تل الحديقة وسط المدينة السكنية الحديثة في مدينة تيماء، ويعود تاريخ الموقع إلى القرن الثاني قبل الميلاد. وقد كشفت الهيئة العامة للسياحة والتراث الوطني عن بعض أجزائه، وعثر فيه على كمية كثيرة من الفخار، مما يشير إلى الكثافة السكانية وازدهار صناعة هذه المادة الهامة.